# 谷口渉
谷口 渉（たにぐち わたる、1996年11月5日 - ）は、日本の男子プロバレーボール選手である。

## 来歴
福岡県糟屋郡粕屋町出身。7歳のときに兄の影響でバレーボールを始める。
東福岡高等学校、中央大学を経て、2018年、V.LEAGUE DIVISION1(V1)に所属するFC東京の内定選手となった。
2019年、大学卒業後に、FC東京に入団。入団1シーズン目となる2019-20シーズン、V1リーグ戦デビューを果たす。当時のポジションはアウトサイドヒッターであり、アタックによる得点も記録している。
2021年12月5日、リベロの古賀太一郎が試合中の負傷による長期離脱となり、谷口がリベロに抜擢されて試合に出場した。その3日後にFC東京の活動中止が伝えられ動揺が走るが、その中でも最後までリベロを全うし、最終的にV・レギュラーラウンドのサーブレシーブ成功率7位の成績を残した。
2022年6月、FC東京のチーム譲渡により誕生したプロクラブ・東京グレートベアーズに全体移籍。
2023年、2022-23シーズン終了後、イタリアのスーパーリーガに所属するパッラヴォーロ・パドヴァにレンタル移籍することとなった。
2024年、ギリシャのAONSミロンへの移籍が発表された。
2025年6月、東京グレートベアーズへの復帰が発表された。

## 所属チーム
- 東福岡高等学校（2012-2015年）
- 中央大学 （2015-2019年）
- FC東京（2019-2022年）
- 東京グレートベアーズ（2022年-）
  -  パッラヴォーロ・パドヴァ（2023-2024年）
  -  AONSミロン（英語版）（2024-2025年）